# 아프리카–중국 관계
중국-아프리카 관계 또는 아프리카-중국 관계는 중국 본토와 아프리카 대륙 간의 역사적, 정치적, 경제적, 군사적, 사회적, 문화적 연결을 의미한다.
중국과 아프리카의 고대 관계에 대해서는 알려진 것이 거의 없지만 초기 무역 연결에 대한 증거가 있다. 중세 접촉의 하이라이트는 모로코 학자이자 중국의 일부로 여행가인 Ibn Battuta의 14세기 여행을 포함한다. 소말리아 학자이자 탐험가인 모가디슈의 사이드(Sa'id of Mogadishu)의 14세기 방문; 중국 제독 Zheng He와 그의 함대는 15세기 명나라 항해 로 소말리아 해안을 일주하고 아주 란 술탄국을 지나 해안을 따라 모잠비크 해협까지 내려갔다. 중국의 유리구슬과 도자기가 현재의 짐바브웨에 위치한 고대 도시인 그레이트 짐바브웨에서 발견되었다.
중국 본토와 아프리카 대륙 사이의 현대 정치 및 경제 관계는 국공 내전에서 중국 공산당 (CCP)의 승리에 이어 마오쩌둥 시대에 시작되었다. 21세기로 접어들면서 중화인민공화국 현대 국가는 아프리카와 점점 더 강력한 경제 관계를 구축했다. 2013년에는 100만 명의 중국인이 아프리카에 거주하고 있는 것으로 추산된다. 또한 2017년에 200,000명의 아프리카인이 중국에서 일하고 있는 것으로 추정된다. :992021 현재 에스와티니와 자칭 소말릴란드 공화국은 중화민국(대만)과 공식 관계를 맺은 유일한 두 아프리카 국가이다.
중국과 아프리카 간의 교역은 1990년대에 700% 증가했으며 중국은 현재 아프리카의 가장 큰 교역 파트너이다. 중국-아프리카 협력에 관한 포럼(FOCAC)은 2000년 10월에 설립되었으며 양측의 관계를 강화하기 위해 공식 포럼으로 지정되었다. 중국이 아프리카 대륙에서 수행하는 정치적, 경제적, 군사적 역할에 대한 국제적 우려가 증가하고 있다.

## 역사적 관계

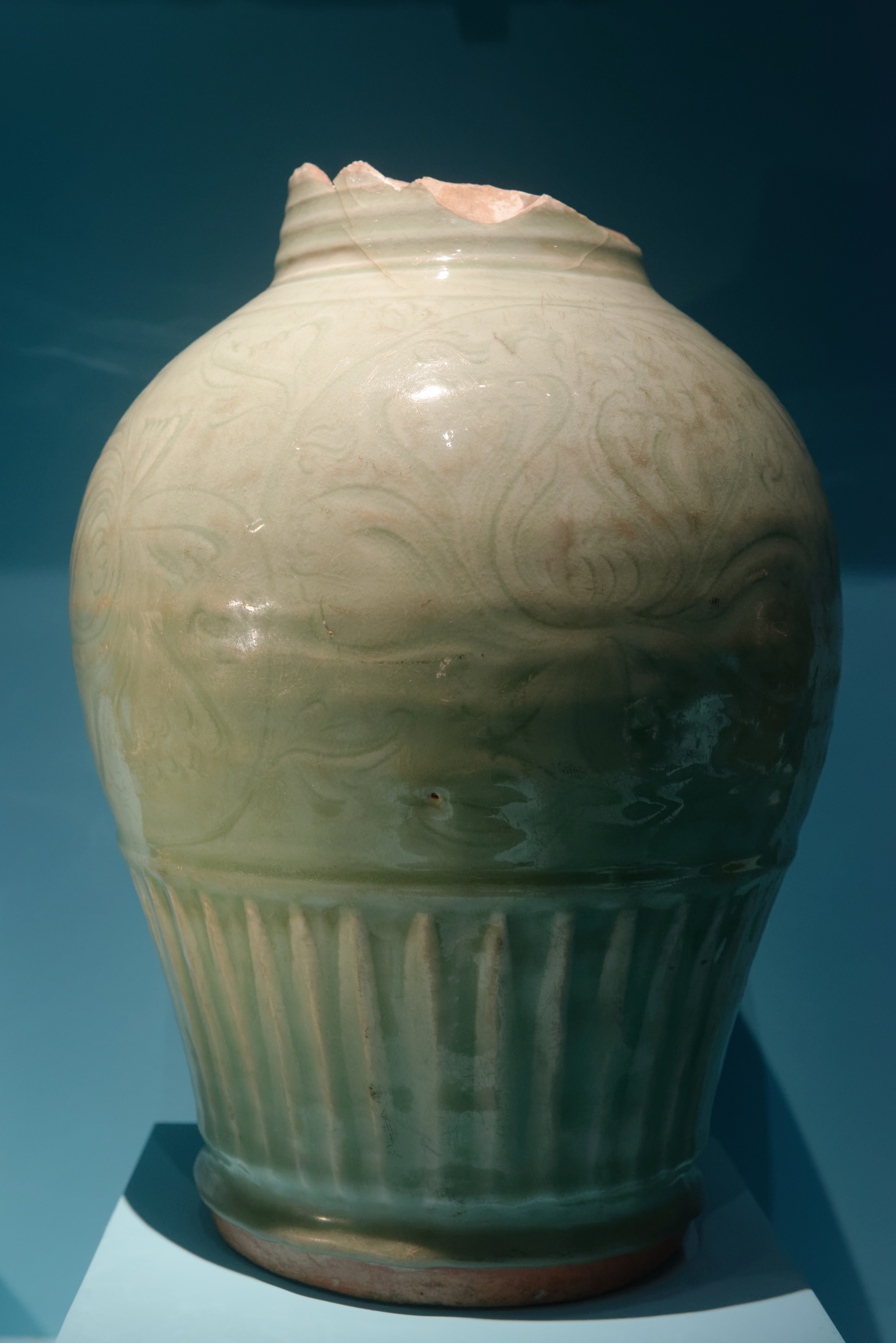
원나라 시대 모가디슈산 청자 화병.

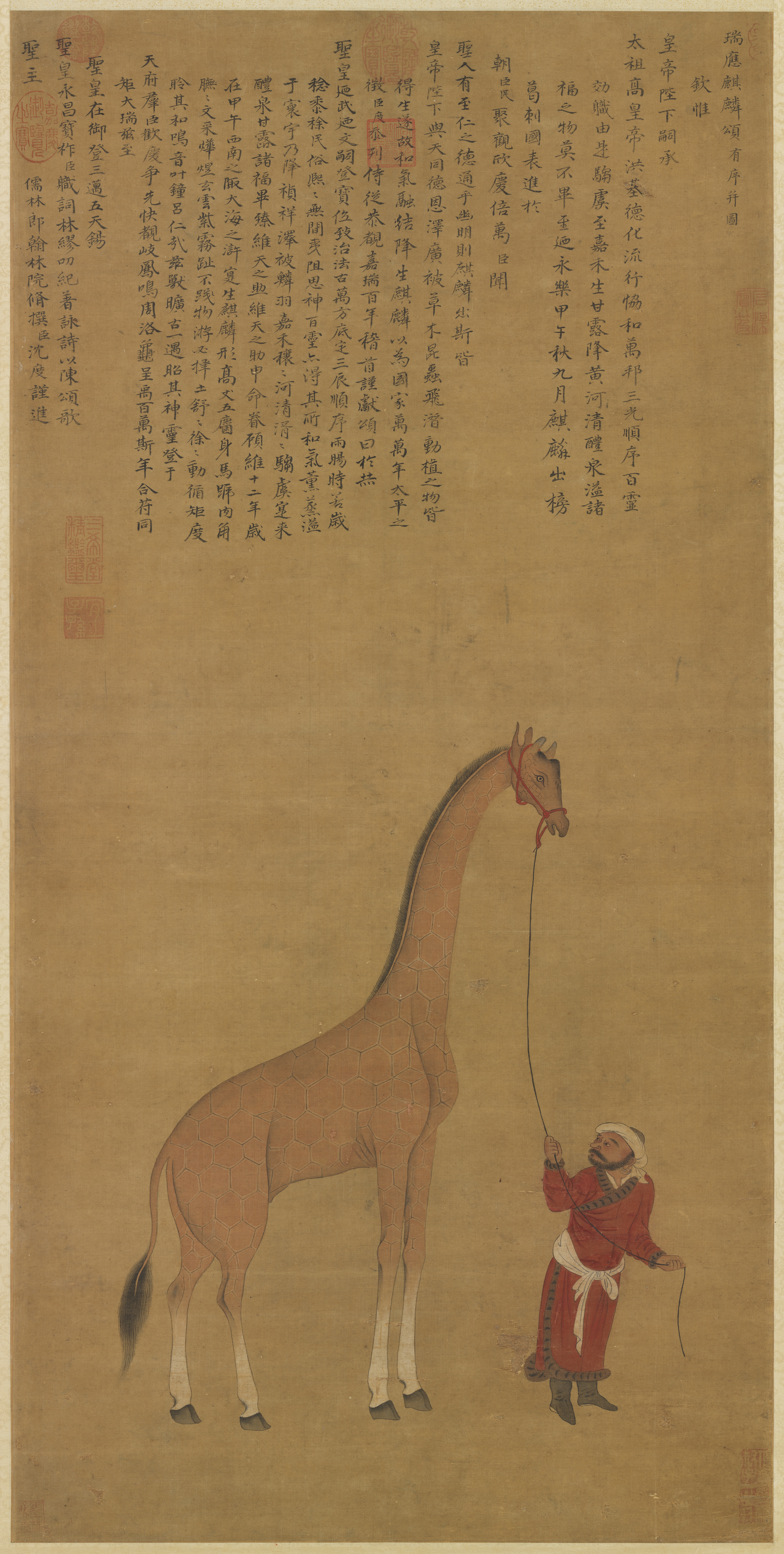
영락 12년(AD 1415)에 소말리아에서 가져온 기린.

중국과 아프리카는 기원전 202년과 서기 220년으로 거슬러 올라가 때로는 제3자를 통한 무역 관계의 역사를 가지고 있다. 2세기에 로마 이집트에서 저술한 프톨레마이오스 는 실크로드와 인도양 무역이라는 두 가지 별개의 경로를 통해 중국을 알고 있었다. 그는 두 명의 중국인을 확인했다. 세레스(Seres) 또는 실크족과 남부 무역의 시나이 족으로, 이름은 아마도 진 왕조에서 유래했을 것이다.
1071년, 정체를 알 수 없는 동아프리카 왕국의 대사관이 중국에 도착했다. (중국인의 눈에는) 공식적인 공물 임무였으므로 공식 송나라 역사에 기록되어 있다. 왕국의 이름은 Ts'eng t'an 이었고 내륙에 누워 동전을 주조했다고 한다. 이 이름은 아마도 페르시아의 Zangistan에서 파생되었을 것이며, 그 통치자의 칭호인 a-mei-lo a-mei-lan 은 페르시아의 amir-i-amiran (에미르의 에미르)에서 파생되었을 것이다.
기린, 얼룩말, 향은 중국 명나라에 수출되어 소말리아 상인들이 아시아와 아프리카 사이의 무역을 주도하는 동시에 그 과정에서 소말리아 의 중국어에 영향을 미쳤다.

14세기에 모로코의 여행자이자 학자인 이븐 바투타(Ibn Battuta )는 아프리카와 아시아로 긴 여행을 했다. 그는 인도 투글라크 왕조의 술탄 무하마드 투글라크 의 중국 사절로 봉사하기 전에 인도에 체류한 후 1345년 4월 중국에 도착했다. 그는 다음과 같이 썼다.
중국은 여행자에게 가장 안전하고 가장 잘 규제되는 국가이다. 사람은 큰 돈을 가지고 9개월의 여행을 혼자 갈 수 있다. 비단은 가난한 승려와 거지들도 의복에 사용한다. 그 도자기는 모든 도자기 중에서 가장 고급스럽고 암탉은 우리나라의 거위보다 크다.
명나라 제독 정화와 그의 함대는 소말리아 해안을 돌고 해안을 따라 모잠비크 해협으로 내려갔다. 그 원정의 목적은 중국 문화를 전파하고 중국의 힘을 과시하는 것이었다. 정화는 선물을 가져와 명나라 황제로부터 지방 통치자들에게 칭호를 수여했다. 1415년 10월, 정화는 아프리카 동부 해안에 도착하여 두 마리의 기린 중 첫 번째 기린을 중국 영락제에게 선물로 보냈다.
다른 기록에서는 1415년 케냐의 라무 섬 근처에서 중국 선박이 침몰했다고 언급한다. 생존자들은 섬에 정착하여 현지 여성들과 결혼했다고 한다.
고고학자들은 케냐 마을에서 당나라(618-907) 시대에 만들어진 중국 도자기를 발견했다. 케냐 해안의 라무 섬 에서 현지 구전 전통에 따르면 난파된 중국 선원 20명은 아마도 정화의 함대 일부일 수 있으며 수백 년 전에 그곳의 해안으로 밀려왔다고 한다. 위험한 파이썬을 살해 한 후 현지 부족에 의해 정착 권한을 감안할 때, 그들은 변환에 이슬람 지역 여성 결혼했다. 지금은 그곳에 6명의 후손만 남아 있는 것으로 여겨진다. 2002년에 한 여성의 DNA 검사에서 중국 혈통임을 확인했다.
내셔널 지오그래픽은 2005년 7월 Frank Viviano의 Pate Island 방문에 대한 기사를 게시했다. 라무에 머무는 동안 지역 스와힐리어 역사 박물관의 행정관이 주장하는 도자기 파편이 발견되었는데, 이는 특히 Zheng He의 동아프리카 항해에서 중국 기원이라고 주장했다. 파테족의 눈은 중국인을 닮아 이름 중에는 파마오(Famao)와 웨이(Wei)가 있어 중국에서 유래한 것으로 추측된다. 그들의 조상은 난파당했을 때 중국 명나라 선원과 결혼한 토착 여성이었다고 한다. Pate의 두 곳은 "Old Shanga"와 중국 선원들이 명명한 "New Shanga"라고 불렸다. 중국계라고 주장하는 현지 가이드는 비비아노 섬에 있는 산호로 만든 묘지를 보여줬는데, 그곳이 중국 선원들의 무덤이라고 저자는 설명했다. "반달 돔"과 "테라스 입구".
Melanie Yap과 Daniel Leong Man은 "색채, 혼란, 양보: 남아프리카의 중국인 역사"라는 책에서 1320년 중국 지도 제작자인 Chu Ssu-pen이 자신의 지도 중 하나에 남아프리카를 그렸다. 짐바브웨와 남아프리카에서 발견된 도자기는 송 왕조로 거슬러 올라간다. 케이프타운 북쪽의 일부 부족은 13세기에 중국 선원의 후손이라고 주장했다. 그들의 외모는 창백한 피부와 만다린 소리의 성조 언어를 가진 중국인과 비슷한다. 그들의 이름은 그들의 언어로 Awatwa 인 "버려진 사람들"이다.

### 현대 관계

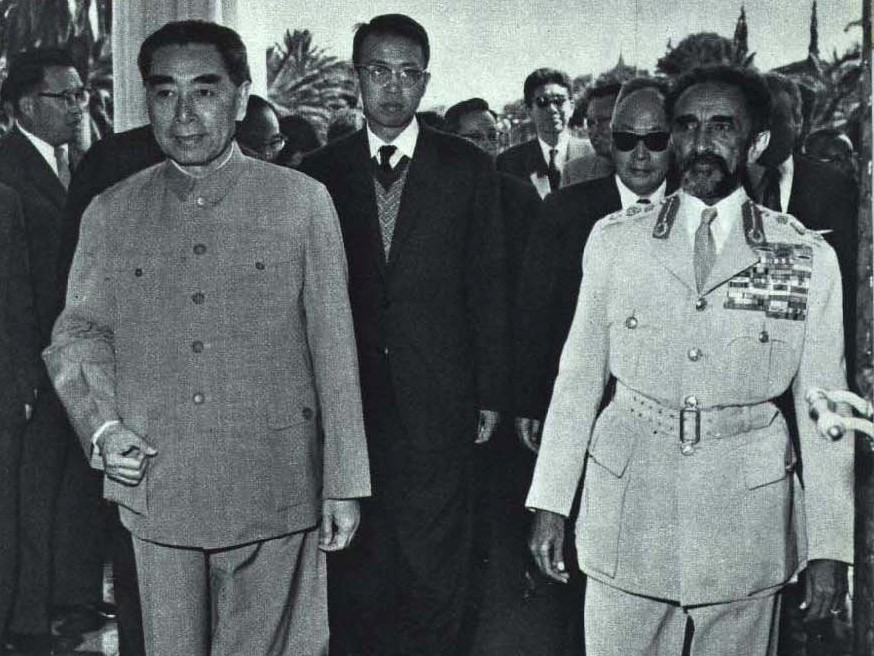
1960년대에 중화인민공화국은 여러 아프리카 국가와 빠른 속도로 외교 관계를 수립했다. 사진은 1964년 에티오피아를 방문 중인 하일레 셀라시에 황제와 저우언라이 총리를 만나는 모습.

현대 중국-아프리카 관계의 수립은 중국이 알제리, 이집트, 기니, 소말리아, 모로코 및 수단과 양자 무역 협정을 체결한 1950년대 후반에 시작되었다. 저우언라이 중국 총리는 1963년 12월부터 1964년 1월까지 아프리카 10개국을 순방했다. Zhou Enlai는 가나를 방문하여 통일된 아프리카를 원하는 Kwame Nkrumah와 긴밀한 관계를 맺었다. 그 당시 관계는 종종 반영 중국의 외교 정책 중국은 "장려하기위한 노력의 일환으로 관계 및 제공 ... 국가 해방 운동 아프리카에 대한 경제적, 기술적, 군사적 지원을 육성하기 시작했다 : 일반적으로이 민족 해방의 전쟁 의 일환으로 혁명을 두 초강대국에 대항하는 국제공동전선"

#### 외교

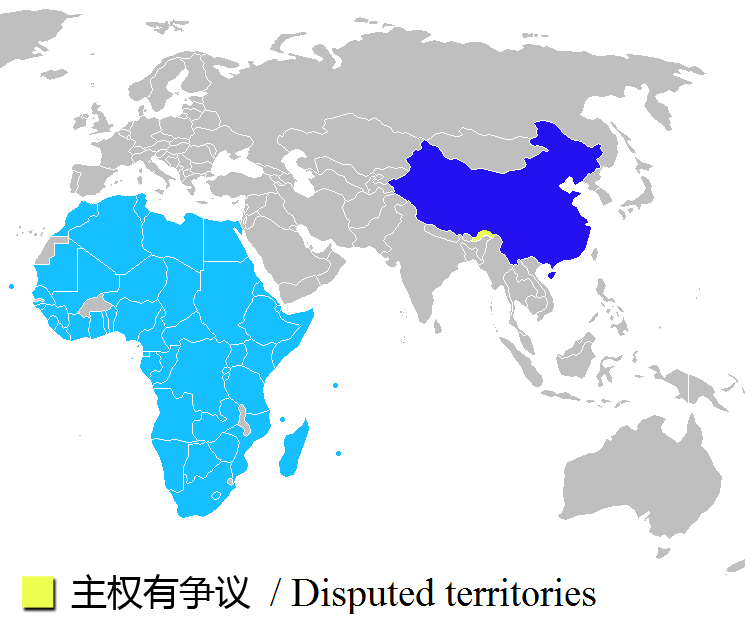
FOCAC 회원

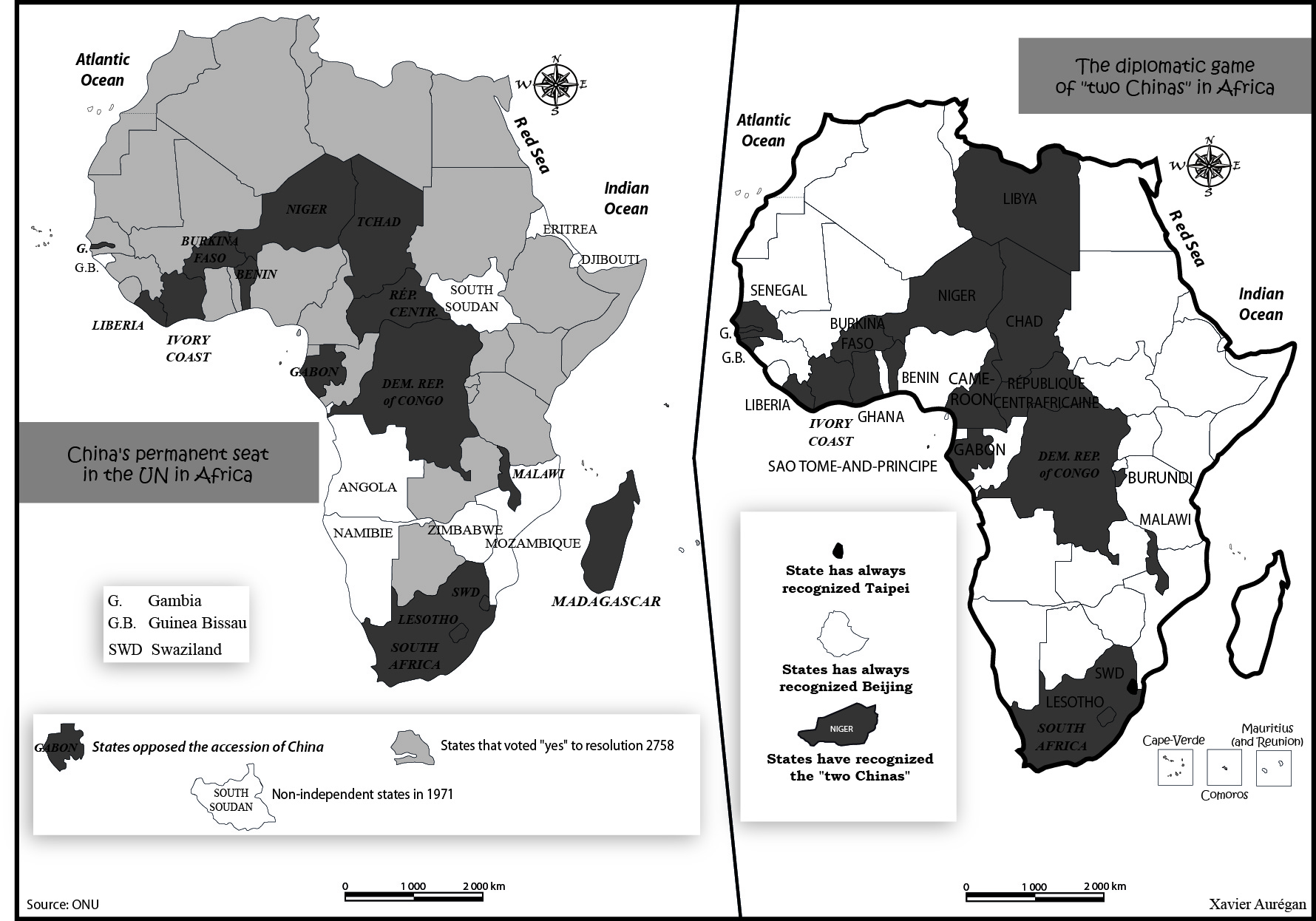
아프리카에서 중국의 유엔 상임의원과 아프리카에서 "두 중국"의 외교 게임

근대 초기의 양국 관계는 주로 냉전과 공산주의 이념의 영향을 받았다. 중국은 원래와 긴밀한 관계를 가지고 반 인종 차별과 해방 운동, 아프리카 민족 회의의 (ANC), 남아프리카 공화국을 하지만, 중국의 관계로 소련이 악화과 ANC 가까이 소련으로 이동, 중국은 ANC에서 멀리 이동 범아프리카주의 의회를 향하여 . 소련은 Joshua Nkomo의 Zimbabwe African People's Union 을 지원하고 무기를 공급했다. 그의 짐바브웨 아프리카 민족 연합에 대한 소련의 지원을 얻으려는 로버트 무가베의 시도는 거절당했고 그는 중국과의 관계를 맺게 되었다. 중국은 인프라 프로젝트에 투자하면서 아프리카 국가의 독립을 지원하는 몇 가지 원칙을 채택했다.
1970년대에 이집트와 수단에서 소련 군사 고문의 추방은 중국의 무기 공급으로 환영받았다. 중국과 자이르 (및 Safari Club )는 아프리카에서 공통의 목표를 공유했다. 따라서 자이르와 중국은 은밀하게 앙골라 민족해방전선 (FNLA)(그리고 나중에는 UNITA )에 구호를 퍼부어 쿠바의 지원과 강화를 받은 앙골라 해방 인민 운동 ( MPLA )을 막았다. 집권. 중국과 사파리 클럽은 1977년 샤바 1세 분쟁 당시 모부투 정권을 지원하기 위해 지원을 보냈다
소말리아민주공화국은 냉전시대 내내 소련과 좋은 관계를 맺었다. 소말리아가 대소말리아를 건설하려고 했을 때 에티오피아에 선전포고를 하고 소련의 지원으로 3개월 만에 오가덴 지역을 점령했다. 소련이 지원을 소말리아에서 에티오피아로 옮겼을 때 후자는 오가덴을 탈환했다. 이것은 소말리아에서 모든 소비에트 고문과 시민을 추방한 소말리아 대통령 시아드 바레를 화나게 했다. 중국과 사파리 클럽은 외교적으로 그리고 군사적 지원으로 소말리아를 지원했다.
2000년 10월 베이징에서 열린 각료회의인 중국-아프리카 협력포럼 (FOCAC)은 중국과 아프리카 국가 간의 첫 집단 대화였다.
아프리카의 영구적인 유엔의 자리를 위해 아프리카 최대 국가인 나이지리아는 중국의 지원에 의존하고 있는 반면 이집트는 미국의 지원을 기대하고 있다.
문제의 대만 중화 인민 공화국 (PRC)의 주요 정치 쟁점이었다. 1971년에 아프리카 국가들의 지원은 중국이 유엔 (UN)에 가입하여 대만에서 ROC의 자리를 차지하는 데 결정적인 역할을 했다. 알제리, 이집트, 에티오피아, 잠비아 등 많은 아프리카 국가들은 '하나의 중국 정책'에 대한 지지를 강조해왔다. 아프리카 국가 중 단 하나인 스와질란드 만이 여전히 타이페이와 관계를 유지하고 있다.
2019년 7월 알제리, 앙골라, 카메룬, 콩고, 콩고 민주 공화국, 이집트, 에리트레아, 나이지리아, 소말리아, 남수단, 수단, 짐바브웨 및 기타 아프리카 국가를 포함한 37개국의 유엔 대사는 유엔 인권이사회에 공동 서한에 서명했다. 신장 지역의 위구르족 및 기타 무슬림 소수 집단에 대한 대우.
2020년 6월, 대부분 아프리카를 중심으로 한 53개국이 유엔 인권 이사회에서 홍콩 국가보안법에 대한 지지를 선언했다.
1980년에 중국과 아프리카의 총 교역액은 10억 달러에 달했다. 1999년에는 65억 달러, 2000년에는 100억 달러였다. 2005 년 전체 중국 - 아프리카 무역 규모는 중국 후 아프리카의 두 번째로 큰 무역 파트너 만들기, 2006 년 US $ 55 억 미국 점프하기 전에 $ 39.7 억에 도달했다 미국 아프리카 국가와의 무역에서 미국 $ (91) 억이 있었다. 중국은 또한 무역 규모가 미화 470억 달러에 달하는 전통적인 아프리카 경제 파트너이자 이전 식민 지배국 인 프랑스를 추월했다. 2010년에 아프리카와 중국 간의 무역은, 2011년에는 1,663억 달러로 평가되었다. 2012년의 첫 10개월 동안은 1,639억 달러였다.
2017년 조사 결과에 따르면 아프리카에는 10,000개 이상의 중국 기업이 사업을 하고 있으며 대부분은 인프라, 에너지 및 은행 부문에 투자하는 민간 기업이다. 중국 기업가 이주로 인한 투자는 지역 아프리카 사회에서 긍정적인(간접적인 일자리) 및 부정적인(현지 상인 대체) 효과로 정점에 달했다.
중국 석유 공급의 3분의 1은 아프리카 대륙, 주로 앙골라에서 나온다. 에너지 부문에 대한 중국 기업의 투자는 2019년에 781억 달러에 달했다. 나이지리아와 앙골라에서처럼 일부 경우에는 석유 및 가스 탐사 및 생산 거래가 20억 달러를 넘어섰다.
농업 분야에서 베냉과 부르키나파소와 말리 의 사헬 국가는 2001년에 3,970만 달러에서 2005년에 1억 1,350만 달러로 20%를 공급한다(출처:intracen.org)  커피 선적 은 케냐에서 수입 된다. 어류 제품의 경우 나미비아는 여전히 주요 국가 중 하나이다.  제공자.
2011년 한 해 동안 아프리카와 중국 간의 무역은 전년 대비 33% 증가한 1,660억 달러를 기록했다. 여기에는 주로 광물 광석, 석유 및 농산물로 구성된 930억 달러에 달하는 아프리카로부터의 중국 수입과 대부분 공산품으로 구성된 총 930억 달러의 아프리카 수출이 포함된다. 아프리카 대륙과 중국 간의 무역이 급속히 확대되고 있음을 요약하면, 이 두 지역 간의 무역은 2012년 첫 5개월 동안 전년 대비 22% 이상 증가한 805억 달러를 기록했다. 아프리카로부터의 수입은 2012년 첫 5개월 동안 25.5% 증가한 496억 달러였으며 기계, 전기 및 소비재, 의류/신발과 같은 중국산 제품의 수출은 17.5% 증가한 309억 달러에 달했다. 중국은 2009년 미국을 추월한 이후로 아프리카의 가장 큰 무역 파트너였으며 코로나바이러스 로 인한 물량 감소에도 불구하고 2020년 현재까지 계속해서 가장 큰 무역 파트너이다.
아프리카에 대한 중국의 증가된 투자를 보호해야 할 필요성으로 인해 다른 국가의 내부 문제에 대한 중국의 전통적인 불간섭에서 남수단과 말리의 불안을 해결하기 위한 새로운 외교 및 군사 이니셔티브로 전환되었다.
남아프리카 공화국 요하네스 버그에서 12 월 2015 년 FOCAC 회의에서 중국의 최고지도자 시진핑은 아프리카 대륙에 대한 대출 및 지원에 3 년간 600 억 달러를 약속했다. 중국의 노력의 명시된 목표는 수출용 상품을 제조하는 공장을 지원하는 것이었다.
아프리카-중국 경제 관계 에 대한 100건에 가까운 연구를 종합한 2020년 보고서에 따르면 중국과의 경제적 참여가 아프리카의 경제적 변혁을 뒷받침한 것으로 나타났다.  동시에 노동조합과 시민사회단체로부터 중국 기업이 초래한 '열악한 노동조건, 지속 불가능한 환경 관행, 실직'에 대해 중국에 대한 비판이 커지고 있다. 중국은 또한 아프리카 정부의 약점을 이용하여 부패와 낭비적인 의사 결정을 조장하는 것으로 생각된다.
일대일로 이니셔티브 (BRI)의 일환으로 상업적 관계와 통신 서비스를 개선하기 위해 광섬유 네트워크에 상당한 투자가 이루어졌다. PEACE 케이블(파키스탄 및 유럽을 연결하는 동아프리카)은 9,300마일(12,000 km) 중국에 기반을 둔 Hengtong Group의 자회사가 소유하고 Huawei Marine이 공급하는 해저 광섬유 케이블. 2021-2022년에 초기 완공에 도달할 것으로 예상된다. 케이블의 파키스탄 상륙은 중국에 대한 저지연 육로 연결을 제공한다. 케이블의 경로는 아라비아 반도를 중심으로 북쪽을 홍해 로 나누고 이집트의 육지를 횡단한 다음 지중해를 거쳐 프랑스 마르세유의 Interxion MRS2 데이터 센터까지 진행한다. 남쪽 갈래는 2단계에서 남아프리카에 도달하는 아프리카의 동쪽 해안을 따라 확장된다. 추가 상륙지는 키프로스, 지부티, 소말리아, 케냐 및 세이셸에 있다.
2021년 8월 중국은 디지털 경제, 스마트 도시 및 5G와 같은 영역에서 대륙에서 더 많은 디지털 프로젝트를 발표했다. 이러한 프로젝트는 2020년 왕이(王毅) 외교부장이 아프리카를 방문했을 때 제안한 디지털 아프리카 이니셔티브의 일환으로 여겨진다.

#### 원조 및 대출
1960년대와 1970년대에 중국 정부는 아프리카 독립 운동 을 지원하고 새로 독립한 아프리카 국가를 지원했다. 가장 주목할만한 초기 프로젝트 중 1,860 km TAZARA 철도, 잠비아와 탄자니아를 연결하며 중국이 1970년부터 1975년까지 자금 조달 및 건설을 도왔다. 프로젝트를 완료하기 위해 약 50,000명의 중국 엔지니어와 작업자가 대륙으로 파견되었다. 1978년까지 중국은 미국보다 더 많은 아프리카 국가에 원조를 제공했다. 2014년 미국은 중국이 공적개발원조로 아프리카에 제공한 것의 4배를 제공했다.
마르크스주의 저널리스트 마틴 자크(Martin Jacques)는 자신의 책 중국이 세계를 지배할 때 중국의 원조는 "훨씬 덜 제한적이고 교리적"이며 서구의 원조보다 더 적은 수의 끈을 가진다. 무조건 및 저금리 신용 한도(15년에서 20년에 걸쳐 1.5%의 이율) 가 더 제한적이고 조건부인 서구 대출을 대체했다.
중국이 탕감한 아프리카 부채 액수에 대한 추정치는 다양하다. 르몽드 외교에 따르면 2000년 이후 아프리카 국가들이 중국에 빚진 100억 달러 이상의 부채가 탕감됐다. China Africa Research Initiative의 2020년 보고서에 따르면 "중국은 2000년에서 2019년 사이에 아프리카에서 탕감된 부채 중 최소 34억 달러를 차지하는 무이자 대출에 대해서만 부채 상각을 제안했다."
스콧 N. Romaniuk, 상기 연구원 앨버타 대학 ' 중국 연구소는 중국에서 개발 금융에 대해 "조건없이 '아프리카 조심"해야한다고주의'. 그는 중국의 저리 대출이 입증된 천연 자원의 채굴권을 거래하는 데 사용되어 아프리카 국가의 향후 이러한 자원 사용을 제한한다고 말했다. 패트릭 본드는 "수혜국이 부채 위기에 처할 때 중국의 대출과 투자 조건이 매우 명확해진다"고 말했다.
2015년에 중국 아프리카 연구 이니셔티브(China Africa Research Initiative)는 잠재적인 채무 불이행에 직면한 중국으로부터 대출을 받은 17개의 아프리카 국가를 식별했다. 케냐의 경제학자 안제체 웨레(Anzetse Were)는 중국의 부채 함정 외교에 대한 일부 아프리카 국가의 이야기가 재정 투명성 부족과 중국에 대한 약한 교섭 위치에서 비롯된다고 주장했다.
2021년 현재 중국은 전체 아프리카 부채의 21% 이상을 보유하고 있는 것으로 추정된다.

#### 보건 의료
중국은 1960년대부터 아프리카에 대해 일종의 ' 건강 외교'를 펼치고 있다. 의료 개발 및 의료 지원이 주요 지원 분야 중 하나였다. 1960년대 초반과 2005년 사이에 15,000명 이상의 중국 의사 가 47개국 이상에서 환자 치료를 돕기 위해 아프리카를 방문했다.
2001년 G8 회원국들은 초기 예산 100억 달러로 유엔이 후원하는 에이즈, 결핵 및 말라리아 퇴치를 위한 글로벌 기금을 구성했다. 2007년에는 중국 쿤밍에서 11억 달러가 추가로 승인되었으며 그 중 66%가 아프리카에 할당되었다. 같은 해 9월 중국 은 콩고민주공화국에 31개의 병원과 145개의 소규모 의료 센터를 건설하기로

#### 군대
군사 협력 은 중국 이 아프리카 해방 운동을 도우려 했던 냉전 시대 로 거슬러 올라간다. 에리트레아의 초대 대통령 이사이 아스 아 페웨 르키, 독립을 위한 싸움의 선두 주자 인 외에도 다음과 같은 몇 가지 전통적인 동맹국, 중국에서 군사 훈련을받은 소말리아와 탄자니아, 중국은 군사 관계했다 정렬되지 않은 국가 이집트 등이. 1955년에서 1977년 사이에 1억 4,200만 달러 상당의 군사 장비가 아프리카 국가에 판매되었다. 년 7 월 2017 년, 중국은 설정 의 첫 해외 군사 기지에서 지부티 아덴 만과 홍해 사이 아프리카의 뿔 (Horn of Africa)에 위치한 작은 마을이다, 대륙에 평화 유지 임무를위한 물류 시설로서. 베르 틸 린트 너 뿐만 아니라 다양한 인도의 분석가들은 중국의 "의 일환으로 지부티 기지를 기술 한 진주의 문자열 "는 지정 학적 및 군사 전략 인도양 .

#### 평화 유지 임무
2004년 중국은 라이베리아와 콩고민주공화국 사이에 약 1,500명의 군인을 배치했다. 2011년 이후로, 그것은 '전투' 부대로 설명할 수 있는 (아마도) 보병 부대를 파견했다.
2007년 7월 중국은 유엔 안보리 결의 1769호의 통과를 지지하고 다르푸르에서 아프리카 연합-유엔 연합 작전( UNAMID )에 군대를 기부했다. 중국은 또한 2007년 기준으로 14개의 다른 아프리카 국가에 14 개의 사무관을 두고 있으며 18개의 아프리카 국가는 베이징에 파견관을 유지하고 있다.

##### 무기 판매
점점 더 많은 아프리카 국가들이 중국 공급업체가 제공하는 경쟁력 있는 가격으로 인해 러시아와 같은 전통적인 공급업체에서 중국으로 탄약 공급원을 이전했다. 추정된다  2013년에서 2017년 사이에 아프리카에 대한 중국의 무기 수입은 총 17%로 2009년에서 2013년까지의 기간에 비해 55% 증가한 수치이다. 또한 아프리카 23개국에 판매하면서 다른 어떤 공급업체보다 더 많은 무기를 판매했다.
일부 아프리카 국가 에 대한 중국 의 무기 판매는 수단 과 같은 일부 구매자 가 전쟁 범죄 로 기소 되었다고 지적 하는 비평가 들을 곤란 하게 했다. 중국 드론은 아프리카 전역에서 확산되었으며 이집트, 리비아, 알제리, 나이지리아에서 수백 건의 공격에 활용되었다.
전 미군 계약자인 Erik Prince 의 Frontier Services Group 은 중국 국영 CITIC Group 과 긴밀한 관계를 맺고 있으며 아프리카에서 활동하는 중국 기업에 보안 교육 서비스를 제공하고 있다.

#### 문화

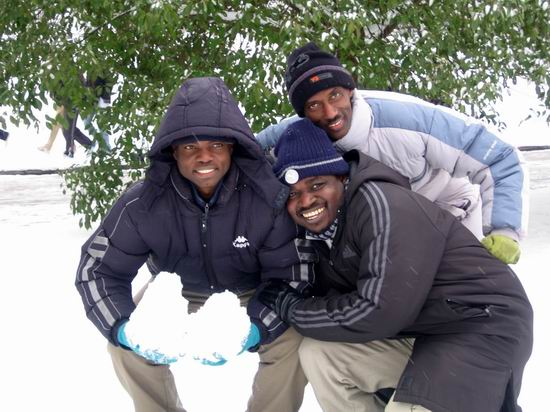
우한 화중농업대학 외국인 유학생

1988년 모리셔스에 아프리카 최초의 화교문화센터가 문을 열었다. 다른 두 사람은 이집트와 베냉에서 따랐다. 공자학원은 아프리카 전역에 최소 54곳의 위치에 있으며, 다양한 국가에 27개의 공자교실이 있다(2018년 기준).
역사적으로 초기 아프리카의 중국 이민에 대해서는 알려진 바가 거의 없다. 경제적, 정치적 유대가 강화되면서 많은 아프리카인들이 더 나은 경제적 기회를 찾아 중국으로 이주했다. '리틀 아프리카' 및 '초콜릿 시티'라고 불리는 곳에서 새로운 이민자, 주로 나이지리아인이 점점 더 많이 유입되고 있다. 약 20,000명으로 추정되는 대부분의 아프리카 이민자들은 광저우 지역에 집중되어 있다. 약 10,000명의 아프리카 불법 이민자가 중국에 있으며, 2009년 초부터 경찰의 단속이 강화되었다.
대조적으로, 아프리카 대륙으로의 초기 중국인 이민은 약간 더 잘 문서화되어 있다. 1724년에 몇몇 중국 죄수들이 네덜란드 동인도 제도 (오늘날의 인도네시아 )에서 네덜란드 식민 제국에 의해 남아프리카 로 노동자로 끌려왔다. 19세기 초 영국인 들은 농업, 기반 시설 건설 및 광업에 종사하기 위해 또 다른 이민자들의 물결을 남아프리카로 데려왔다. 최근 몇 년 동안 아프리카에 중국인의 존재가 증가하고 있으며 중국인은 100만 명으로 추산된다.
2012년에 China Central Television 은 현재 CGTN 아프리카라고 불리는 케냐에 아프리카에 첫 사무실을 열었다.
중국은 또한 점점 더 아프리카에서 스포츠에 참여하고 있다. 1970년 이래로 중국 소유 기업은 대부분의 아프리카 국가에 스포츠 경기장을 건설해 왔다. 각 프로젝트 비용은 수십억 달러로 중국이 소프트 론으로 제공하는 수수료이다. 경기장은 아프리카 국가와 중국의 외교 및 상업 관계를 강화한다. 아프리카 정부는 개발 프로젝트를 촉진할 수 있기 때문에 중국의 차관을 받아들이다. 한편, 이들 경기장의 근무 여건에 대한 우려도 제기됐다. 또한 경기장 중 일부는 사용량이 적기 때문에 흰색 코끼리로 판명되었다.

## 같이 보기
- 중화인민공화국의 재외공관 목록
- 중화민국의 재외기구 목록

## 참고 문헌
1. 1 2  Gin Ooi, Keat (2004) [2004]. 《Southeast Asia: a historical encyclopedia, from Angkor Wat to East Timor》. ABC-CLIO. 626쪽. ISBN 978-1-57607-770-2.
2. ↑  Between the Middle Ages and modernity: individual and community in the early By Charles H. Parker, Jerry H. Bentley pg 160
3. ↑  “Great Zimbabwe National Monument”.
4. ↑  “Africa and China: More than minerals”. 《The Economist》. 2013년 3월 23일. 2018년 2월 15일에 원본 문서에서 보존된 문서. 2013년 3월 29일에 확인함.
5. ↑  Zhou, Youyou. “Why Chinese are traveling to Africa, and why Africans are traveling to China”. 《Quartz》 (영어). 2021년 4월 9일에 확인함.
6. ↑  Mathews, Gordon and Yang Yang (2012). “How Africans Pursue Low-End Globalization in Hong Kong and Mainland China”. Journal of Current Chinese Affairs. 2016년 2월 23일에 원본 문서에서 보존된 문서. 2012년 7월 15일에 확인함.
7. ↑  “Taiwan-China Diplomatic Competition Comes to Somaliland”. 2020년 7월 10일에 원본 문서에서 보존된 문서. 2020년 7월 7일에 확인함.
8. ↑  China's trade safari in Africa 보관됨 2013-01-26 - 웨이백 머신 - Le Monde Diplomatique, May 2005
9. 1 2 3 4  Wonacott, Peter (2011년 9월 2일). “In Africa, U.S. Watches China's Rise”. 《The Wall Street Journal》 (미국 영어). ISSN 0099-9660. 2021년 2월 27일에 확인함.
10. ↑  Snow 1988, p 2
11. ↑  J. Lennart Berggren and Alexander Jones (eds.), Ptolemy's Geography: An Annotated Translation of the Theoretical Chapters (Princeton University Press, 2000), p. 176.
12. ↑  Paul Wheatley (1964), "The land of Zanj: Exegetical Notes on Chinese Knowledge of East Africa prior to AD 1500", in R. W. Steel and R. M. Prothero (eds.), Geographers and the Tropics: Liverpool Essays (London: Longmans, Green, and Co.), pp. 139–188, at 156–157.
13. ↑  East Africa and its Invaders pg.37
14. ↑  “Ibn Battuta's Trip: Part Nine - Malaysia and China (1345–1346)”. 2009년 4월 18일에 원본 문서에서 보존된 문서. 2009년 3월 19일에 확인함.
15. ↑  “Ibn Battuta and Zheng He, the tourist and the admiral”. 2003년 1월 28일에 원본 문서에서 보존된 문서. 2009년 3월 19일에 확인함.
16. ↑  Snow 1998, p. 23
17. ↑  Eliot, Charles (1966). 《The East African Protectorate》. Routledge. 11쪽. ISBN 978-0-7146-1661-2.
18. ↑  “Kenyan girl with Chinese blood steals limelight”. 《Chinese Embassy in Kenya》. 2013년 5월 8일에 원본 문서에서 보존된 문서. 2009년 4월 3일에 확인함.
19. ↑   http://english.people.com.cn/200611/03/eng20061103_317869.html |제목=이(가) 없거나 비었음 (도움말)
20. ↑  Frank Viviano (July 2005). “China's Great Armada, Admiral Zheng He”. 《NATIONAL GEOGRAPHIC》. 6면. 2020년 7월 25일에 원본 문서에서 보존된 문서. 2011년 9월 29일에 확인함.
21. ↑  Alex Perry (2008년 8월 1일). “A Chinese Color War”. 《TIME》. 2013년 8월 26일에 원본 문서에서 보존된 문서. 2011년 9월 29일에 확인함.
22. ↑  “The Confused Moments of Nkrumah in China After The Coup”. 《modernghana.com》. 2019년 4월 27일에 원본 문서에서 보존된 문서. 2018년 8월 19일에 확인함.
23. ↑  Muekalia 2004, p.6
24. ↑  Taylor 2000, p.93
25. ↑  Blair, David (2002). 《Degrees in Violence: Robert Mugabe and the Struggle for Power in Zimbabwe》. Internet Archive. Continuum. 23쪽. ISBN 978-0-8264-5974-9. OCLC 1148792737. OL 8168551M.
26. ↑  Meredith, Martin (2002년 2월 20일). 《Our Votes, Our Guns: Robert Mugabe and the Tragedy of Zimbabwe》 (영어). PublicAffairs. 36–37쪽. ISBN 978-1-58648-128-5.
27. ↑  Alao, Abiodun (2012). 《Mugabe and the Politics of Security in Zimbabwe》. McGill-Queen's University Press. 20쪽. ISBN 978-0-7735-4043-9. JSTOR j.ctt1pq18v.
28. ↑  “China offers Africa billions, 'no strings attached'”. 《DW.COM》 (영국 영어). Deutsche Welle. 2018년 9월 3일. 2019년 5월 1일에 원본 문서에서 보존된 문서. 2019년 5월 1일에 확인함.
29. ↑  Genin, Aaron (2019년 4월 30일). “FRANCE RESETS AFRICAN RELATIONS: A POTENTIAL LESSON FOR PRESIDENT TRUMP”. 《The California Review》 (미국 영어). 2019년 5월 1일에 확인함.
30. ↑  O’Ballance, Edgar (2000). 《Sudan, Civil War and Terrorism, 1956–99》 (영어). London: Palgrave Macmillan UK. 111쪽. doi:10.1057/9780230597327. ISBN 978-1-349-42112-1.
31. ↑  “EGYPT AND CHINA SIGN ARMS PACT, HAIL CLOSER TIES”. 《The New York Times》 (미국 영어). 1976년 4월 22일. ISSN 0362-4331. 2021년 2월 27일에 확인함.
32. ↑  “China Will Sell Arms to Egypt, Sadat Announces”. 《The Washington Post》. 1979년 6월 6일. 2019년 7월 10일에 원본 문서에서 보존된 문서. 2019년 12월 26일에 확인함.
33. ↑  The Oxford Handbook of the Cold War. Front Cover. Richard H. Immerman, Petra Goedde. Oxford University Press, 2013 p.276
34. ↑  A Little Help from His Friends Time, 25 April 1977, Vol. 109 Issue 17, p.57.
35. ↑  “Russians in Somalia: Foothold in Africa Suddenly Shaky”. 《The New York Times》. 1977년 9월 16일. 2019년 12월 15일에 원본 문서에서 보존된 문서. 2020년 1월 5일에 확인함.
36. ↑  “the ogaden situation” (PDF). Central Intelligence Agency. 2020년 3월 19일에 원본 문서 (PDF)에서 보존된 문서. 2020년 1월 5일에 확인함.
37. ↑  “The First Ministerial Conference of FOCAC”. 《www.fmprc.gov.cn》. 2021년 4월 9일에 확인함.
38. ↑  “Africa and the UN Security Council Permanent Seats”. 《pambazuka.org》. 2013년 5월 8일에 원본 문서에서 보존된 문서. 2009년 3월 14일에 확인함.
39. ↑  “From "brothers" to "partners": China, Africa building strategic ties”. 《Embassy of the People's Republic of China in the Arab Republic of Egypt》. 2013년 5월 8일에 원본 문서에서 보존된 문서. 2009년 3월 14일에 확인함.
40. ↑  “China woos Taiwan's African friends”. 《afrol.com》. 2012년 3월 14일에 원본 문서에서 보존된 문서. 2009년 3월 14일에 확인함.
41. ↑  “Which Countries Are For or Against China's Xinjiang Policies?”. 《The Diplomat》. 2019년 7월 15일. 2019년 10월 11일에 원본 문서에서 보존된 문서. 2019년 7월 19일에 확인함.
42. ↑  Lawler, Dave (2020년 7월 2일). “The 53 countries supporting China's crackdown on Hong Kong”. 《Axios》 (영어). 2021년 1월 20일에 확인함.
43. ↑  “Sino-African Relations”. 《www.chinaembassy.org.zw》. 2013년 6월 16일에 원본 문서에서 보존된 문서. 2012년 6월 19일에 확인함.
44. ↑  “China boosts African economies, offering a 'second opportunity'”. 《Christian Science Monitor》. 2009년 6월 24일에 원본 문서에서 보존된 문서. 2009년 3월 14일에 확인함.
45. 1 2  “Mozambique-China Trade Continues to Grow”. 《allafrica.com》. 2012년 12월 9일. 2013년 1월 18일에 원본 문서에서 보존된 문서. 2012년 12월 9일에 확인함.
46. ↑  “The closest look yet at Chinese economic engagement in Africa | McKinsey”. 《www.mckinsey.com》. 2021년 8월 19일에 확인함.
47. ↑  Dankwah, Kwaku Opoku; Valenta, Marko (2019년 3월 5일). “Chinese entrepreneurial migrants in Ghana: socioeconomic impacts and Ghanaian trader attitudes”. 《The Journal of Modern African Studies》 (영어) 57 (1): 1–29. doi:10.1017/S0022278X18000678. ISSN 0022-278X.
48. ↑  “China, Africa, and Oil”. 《Council on Foreign Relations》. 2009년 2월 8일에 원본 문서에서 보존된 문서. 2009년 3월 14일에 확인함.
49. ↑  Lema, Rasmus; Bhamidipati, Padmasai Lakshmi; Gregersen, Cecilia; Hansen, Ulrich Elmer; Kirchherr, Julian (2021년 5월 1일). “China's investments in renewable energy in Africa: Creating co-benefits or just cashing-in?”. 《World Development》 (영어) 141: 105365. doi:10.1016/j.worlddev.2020.105365. ISSN 0305-750X.
50. ↑  Taylor, Ian (2006). “China's Oil Diplomacy in Africa”. 《International Affairs》 82 (5): 937–959. doi:10.1111/j.1468-2346.2006.00579.x. ISSN 0020-5850. JSTOR 3874208.
51. ↑  Linebaugh, Kate; Oster, Shai (2006년 1월 10일). “Cnooc Pays $2.27 Billion For Nigerian Oil, Gas Stake”. 《Wall Street Journal》. 2019년 12월 4일에 원본 문서에서 보존된 문서. 2009년 3월 14일에 확인함.
52. ↑  Lee, Don (2004년 11월 14일). “China Barrels Ahead in Oil Market”. 《Los Angeles Times》. 2010년 10월 20일에 원본 문서에서 보존된 문서. 2009년 3월 14일에 확인함.
53. ↑  “Africa, China Trade” (PDF). 《Financial Times》. 2009년 3월 11일에 원본 문서 (PDF)에서 보존된 문서. 2009년 3월 14일에 확인함.
54. 1 2 3  “China-Africa Trade Booms | JOC.com”. 《www.joc.com》. 2019년 12월 26일에 원본 문서에서 보존된 문서. 2019년 12월 26일에 확인함.
55. ↑  “China in the heart of Africa”. 《Africa Renewal》 (영어). 2013년 1월 15일. 2021년 8월 31일에 확인함.
56. ↑  Desk, International Finance Business (2020년 4월 24일). “Trade between China and Africa drops by 14% during Q1 2020”. 《International Finance》 (미국 영어). 2021년 8월 31일에 확인함.
57. ↑  Asiedu, Kwasi Gyamfi. “Trade between China and Africa dropped 14% in the first quarter and could get worse”. 《Quartz》 (영어). 2021년 8월 31일에 확인함.
58. ↑  Johnson, Keith (2014년 4월 24일). “China's African Adventure”. 《www.foreignpolicy.com》 (Graham Holdings Company). 2014년 9월 20일에 원본 문서에서 보존된 문서. 2014년 4월 25일에 확인함.
59. ↑  “China's Xi cheers African leaders with pledge of $60 billion for development”. 《Reuters》. 2015년 12월 4일. 2020년 3월 13일에 원본 문서에서 보존된 문서. 2015년 12월 5일에 확인함.
60. 1 2  Hanauer, Larry; Morris, Lyle J. (2014년 3월 12일). “China in Africa: Implications of a Deepening Relationship” (영어).
61. ↑  Qui, Winston (2021년 2월 15일). “PEACE”. 《www.submarinenetworks.com》. 2021년 3월 23일에 확인함.
62. 1 2  “China seeks to expand influence in Africa with more digital projects”. 《South China Morning Post》 (영어). 2021년 8월 25일. 2021년 9월 15일에 확인함.
63. ↑  Brautigam 2010: 40–41
64. ↑  Brautigam 2010: 42
65. ↑  “China's financial statecraft: Winning Africa one Yuan at a time?”. 《www.aiddata.org》 (영어). 2021년 2월 4일에 원본 문서에서 보존된 문서. 2021년 2월 20일에 확인함.
66. ↑  Jacques, Martin (2009). 《When China Rules the World》. Penguin Books. 426쪽. OCLC 883334381.
67. 1 2 3 4  “China's trade safari in Africa”. 《Le Monde Diplomatique》. May 2005. 2013년 1월 26일에 원본 문서에서 보존된 문서. 2009년 3월 14일에 확인함.
68. ↑  “Africa, China Trade” (PDF). 《Financial Times》. 2009년 3월 11일에 원본 문서 (PDF)에서 보존된 문서. 2009년 3월 14일에 확인함.
69. ↑  “Debt Relief with Chinese Characteristics” (PDF). June 2020.
70. ↑  Romaniuk, Scott N. (2019년 1월 28일). “Africa's Appetite for Chinese Aid: Beware of "No Strings Attached"”. University of Alberta. 2020년 4월 29일에 원본 문서에서 보존된 문서. 2021년 2월 25일에 확인함.
71. ↑  Wan, Fang (2018년 5월 15일). “How 'unconditional' is China's foreign aid?”. 《Deutsche Welle》. 2021년 2월 12일에 원본 문서에서 보존된 문서. 2021년 2월 22일에 확인함.
72. ↑  Mahmood, Basit (2020년 10월 21일). “Many Countries at Risk of Defaulting on Debt to China”. 《Newsweek》. 2021년 2월 27일에 확인함.
73. ↑  Dahir, Abdi Latif (2019년 2월 5일). “The "debt-trap" narrative around Chinese loans shows Africa's weak economic diplomacy”. 《Quartz》. 2021년 2월 27일에 확인함.
74. ↑  “International Debt Statistics | The World Bank”. 《datatopics.worldbank.org》. 2021년 8월 31일에 확인함.
75. ↑  “The pandemic has worsened Africa's debt crisis. China and other countries are stepping in.”. 《The Washington Post》. 2021년 2월 26일.
76. ↑  Thompson, Drew. “China's soft power in Africa: From the "Beijing Consensus" to health diplomacy”. 《jamestown.org》. 2010년 12월 26일에 원본 문서에서 보존된 문서. 2009년 3월 14일에 확인함.
77. ↑  “China, U.S. and Africa: Competition or Cooperation?” (PDF). The Defense Technical Information Center p.17. 2012년 3월 10일에 원본 문서 (PDF)에서 보존된 문서. 2009년 3월 14일에 확인함.
78. ↑  “The Chinese and Congo take a giant leap of faith”. 《iht.com》. 2009년 2월 2일에 원본 문서에서 보존된 문서. 2009년 3월 14일에 확인함.
79. ↑  “Copper Colony in Congo”. 《Le Monde diplomatique》. 2009년 5월 19일에 원본 문서에서 보존된 문서. 2009년 3월 14일에 확인함.
80. ↑  Ehizuelen, Michael Mitchell Omoruyi; Abdi, Hodan Osman (2018년 12월 1일). “Sustaining China-Africa relations: Slotting Africa into China's One Belt, One Road initiative makes economic sense”. 《Asian Journal of Comparative Politics》 (영어) 3 (4): 285–310. doi:10.1177/2057891117727901. ISSN 2057-8911.
81. 1 2  “China formally opens first overseas military base in Djibouti”. 《Reuters》 (영어). 2017년 8월 1일. 2021년 2월 27일에 확인함.
82. ↑  Jacobs, Andrew; Perlez, Jane (2017년 2월 25일). “U.S. Wary of Its New Neighbor in Djibouti: A Chinese Naval Base (Published 2017)”. 《The New York Times》 (미국 영어). ISSN 0362-4331. 2017년 5월 14일에 원본 문서에서 보존된 문서. 2021년 2월 26일에 확인함.
83. ↑  Lintner, Bertil (2019년 4월 15일). 《The Costliest Pearl: China's Struggle for India's Ocean》 (영어). Oxford University Press. ISBN 978-1-78738-240-4.
84. ↑  Brewster, David (2018년 1월 25일). 《India and China at Sea: Competition for Naval Dominance in the Indian Ocean》 (영어). Oxford University Press. ISBN 978-0-19-909168-3.
85. ↑  Reed, John (2013년 7월 15일). “China's Combat Troops in Africa”. 《The Complex》. 2014년 8월 27일에 원본 문서에서 보존된 문서. 2014년 8월 31일에 확인함.
86. ↑  “WHAT EXPLAINS CHINA'S DEPLOYMENT TO UN PEACEKEEPING OPERATIONS?”. Columbia University. 2015년 12월 3일. 2019년 12월 27일에 원본 문서에서 보존된 문서. 2019년 12월 27일에 확인함.
87. ↑  Puska, Susan (2007년 6월 8일). “Military backs China's Africa adventure”. 《Asia Times》. 2012년 7월 21일에 원본 문서에서 보존된 문서. 2009년 3월 14일에 확인함.
88. ↑  “Russian, Chinese weapons compete in Africa”. 《upiasia.com》. 2013년 5월 13일에 원본 문서에서 보존된 문서. 2009년 3월 14일에 확인함.
89. 1 2  Encarnation, Luke (2021년 4월 20일). “Assessing the Impact of Chinese Arms in Africa”. 《Georgetown Security Studies Review》 (미국 영어). 2021년 8월 31일에 확인함.
90. ↑  “China 'is fuelling war in Darfur'”. BBC. 2008년 7월 13일. 2016년 3월 5일에 원본 문서에서 보존된 문서. 2009년 3월 14일에 확인함.
91. ↑  “Chinese Drones Are Going to War All Over the Middle East and Africa”. National Interest. 2019년 9월 29일. 2020년 9월 21일에 원본 문서에서 보존된 문서. 2019년 12월 27일에 확인함.
92. ↑  “Is Blackwater founder's lucrative security-training deal with Chinese insiders against US interests?”. Stars and Stripes. 2008년 5월 4일. 2019년 12월 27일에 원본 문서에서 보존된 문서. 2019년 12월 27일에 확인함.
93. ↑  Holland, Hereward (2020년 3월 9일). “Blackwater founder Prince's company enters Congo insurance industry”. 《Reuters》 (영어). 2021년 7월 27일에 확인함.
94. ↑  “Cultural Exchange Between China and Africa”. 《www.china.org.cn》. 2021년 4월 9일에 확인함.
95. ↑  “What is China's higher education agenda in Africa?”. 《University World News》. 2021년 8월 31일에 확인함.
96. ↑  “Will Chinese be Africa's lingua franca? Colonial languages on wane”. 《South China Morning Post》 (영어). 2018년 5월 16일. 2021년 8월 31일에 확인함.
97. ↑  Amoah, Padmore Adusei; Hodzi, Obert; Castillo, Roberto (2020년 10월 1일). “Africans in China and Chinese in Africa: inequalities, social identities, and wellbeing”. 《Asian Ethnicity》 21 (4): 457–463. doi:10.1080/14631369.2020.1784706. ISSN 1463-1369.
98. ↑  Evan Osnos (2009년 2월 9일). “The Promised Land”. 《The New Yorker》. 2013년 3월 30일에 원본 문서에서 보존된 문서. 2009년 3월 14일에 확인함.
99. ↑  Mathews, Gordon; Lin, Linessa Dan; Yang, Yang (2017). 《The World in Guangzhou: Africans and Other Foreigners in South China's Global Marketplace》 (영어). University of Chicago Press. doi:10.7208/chicago/9780226506241.001.0001. ISBN 978-0-226-50610-4.
100. ↑  “China's 'Little Africa' is under pressure”. 《globalpost.com》. 2009년 2월 28일에 원본 문서에서 보존된 문서. 2009년 3월 14일에 확인함.
101. ↑  “China and Africa: Stronger Economic Ties Mean More Migration”. 《Migration Policy Institute》. 2014년 1월 29일에 원본 문서에서 보존된 문서. 2009년 3월 14일에 확인함.
102. ↑  Idris, Abubakar. “How many Chinese workers are there in Africa now?”. 《Quartz》 (영어). 2021년 4월 9일에 확인함.
103. ↑  Lim, Louisa; Bergin, Julia (2018년 12월 7일). “Inside China's audacious global propaganda campaign”. 《The Guardian》 (영국 영어). ISSN 0261-3077. 2021년 3월 1일에 확인함.
104. ↑  Dubinsky, Itamar (2021년 3월 4일). “China's Stadium Diplomacy in Africa”. 《Journal of Global Sport Management》: 1–19. doi:10.1080/24704067.2021.1885101. ISSN 2470-4067.